# Маков, Павел Николаевич
Павел Николаевич Маков (1958, Ленинград, СССР) — украинский художник, работающий в технике графики и офорта. Член Королевского общества живописцев и графиков Великобритании (1994), Союза художников Украины (1998), член-корреспондент Академии Искусств Украины (2006). Представитель Новой украинской волны.

## Биография
Родился в Ленинграде (ныне Санкт-Петербург) 28 августа 1958 года.
Обучался в Крымском художественном училище (1974—1979), вольнослушатель в Институте живописи им. И. Е. Репина (Ленинград, 1977—1978), окончил факультет графики Харьковского художественно-промышленного института (1979—1984).
Член Союза художников Украины. Живёт в Харькове.
49 место в ТОП-100 самых влиятельных деятелей современного украинского искусства 2011, составленный журналом «ART UKRAINE».
6 место в рейтинге 50 самых влиятельных людей современного украинского искусства, составленный журналом «Фокус».

## Творчество
Создал графические циклы — «Утопия», «Книга дней», «Мишень», «Сады».
Провёл более ста зарубежных выставок и тридцати персональных экспозиций.

## Провенанс
Работы Макова хранятся в Государственной Третьяковской галерее (Москва), музее Виктории и Альберта (Лондон), PinchukArtCentre (Киев), Библиотеке конгресса (Вашигнгтон), Национальной Галерее (Вашигнгтон), музее Fyn’s Graphic Workshop (Дания), Музее современного искусства (Ибица), Музее Зиммерли (университет Радгерс, США), Художественном музее Эстонии (Таллин), Национальной галерее Венгрии (Будапешт), Государственном музее изобразительных искусств имени А. С. Пушкина (Москва), музее Ashmolean (Оксфорд), художественном музее Corcoran (Вашингтон), музее Hunterian (Глазго),
музее Kelvingrove (Глазго), Национальном художественном музее Украины (Киев), центре современного искусства (Осака),Civic Museum (Кремона), художественном музее (Гиор), Сумском художественном музее (Сумы) и частных коллекциях. В 2009 году работы Макова продавались на аукционе Сотбис, после чего журнал «Фокус» включил его в десятку самых дорогих художников Украины.

## Награды
- 1988 — Поощрительная премия. Выставка-конкурс памяти Владимира Ненадо (Харьков, Украина).
- 1990 — Гран-при. 1-е Всесоюзное Биеннале графики (Калининград, Россия).
- 1990—92 — Стипендиат Союза Художников СССР.
- 1991 — 3-я премия. Международная выставка графики и плаката «4 Блок» (Харьков, Украина).
- 1992 — Специальный приз. 2-е Биеннале графики (Калининград, Россия).
- 1993 — Бронзовый приз. 6-е Международное Биеннале графики и рисунка (Тайбэй).
- 1994 — Гран-При. Международная выставка графики и плаката «4 Блок» (Харьков, Украина).
- 1995 — Серебряный приз «Ибизаграфик 94» (Испания) Специальный приз. Триеннале 94 (Осака, Япония).
- 1996 — Золотое сечение. Международный Арт-фестиваль (Киев) Лауреат Триеннале Станковой графики (Калининград, Россия).
- 1997 — 1 премия, Национальное Триеннале графики (Киев) Приз Венгерской Ассоциации Графиков «Мастера графики» (Гиор, Венгрия) «Award of Distinction», Rock Port Publishers (США).
- 1998 — Grafobal Award, Международное Триеннале «Лабиринт» (Прага) Гран-При, V Биеннале графики (Калининград, Россия) Грант для работы в H.P.W.I. (Вашингтон DС).
- 1999 — Грант «Арт Линк» (США) Грант для работы в H.P.W.I. (Вашингтон DС) Приз Венгерской Ассоциации Художников «Мастера Графики» (Гиор, Венгрия).
- 2000 — «Prix d’honneur». Выставка «Печать III тысячелетия» (Шамальер, Франция); «Золотая книга». «Scripta mannet» (Таллин, Эстония).
- 2001 — Специальный приз «Мастера графики» (Гиор, Венгрия).
- 2018 — Лауреат Национальной премии Украины имени Тараса Шевченко[6]